# 1988年の日本競馬
1988年の日本競馬（1988ねんのにほんけいば）では、1988年（昭和63年）の日本競馬界についてまとめる。馬齢は旧表記で統一する。
1987年の日本競馬 - 1988年の日本競馬 - 1989年の日本競馬

## 概要

### 関西馬の躍進
以前は大レースでの勝ち鞍等は関東馬に圧倒されていた関西馬だが、1985年の栗東トレーニングセンターの坂路調教コースの新設等で飛躍的に実力をつけ、この年以後は毎年年間勝利数で関東馬を上回っている。GIレースにおいても、後述するタマモクロス、オグリキャップらの活躍もあって、関西馬11勝、関東馬3勝と圧倒した。

### タマモクロスの快進撃と怪物オグリキャップの登場、そして対決
いずれも芦毛の5歳馬タマモクロスと、笠松競馬場から移籍した4歳馬オグリキャップが中央競馬を盛り上げた。
前年秋に条件戦を連勝して鳴尾記念まで3連勝したタマモクロスが古馬長距離戦線の中心となった。
この年は金杯（京都競馬場）をまず勝ち、阪神大賞典はダイナカーペンターとの同着ながら連勝を5に伸ばした。
天皇賞・春と宝塚記念はいずれも危なげなく勝利を収め、連勝を7に伸ばした。なお、南井克巳は天皇賞の勝利が初のGI（級）競走勝利であった。
オグリキャップは、前年公営・笠松で12戦10勝という戦績を収めて中央競馬に移籍。
クラシック登録がなくクラシックレースへの出走ができないため、4歳春は「裏街道」を歩むこととなった。
ペガサスステークス、毎日杯、京都4歳特別と関西のGIIIを3連勝し、東上し、当時は東京優駿の翌週に行われていたニュージーランドトロフィー4歳ステークスで7馬身差の圧勝。
古馬との初対決となった高松宮杯（当時は芝2000mのGII）でもランドヒリュウらを寄せ付けず、地方競馬からの移籍馬による重賞連勝記録である5連勝を達成した。
秋はオグリキャップは毎日王冠から始動し、中央移籍後の連勝を6に伸ばした。
一方タマモクロスはプレップレースを使わずに直接天皇賞・秋に出走し、両者の対決が実現した。
レースは一転して先行策を採ったタマモクロスがオグリキャップの追い上げを凌いで8連勝を記録。オグリキャップは中央移籍後初の敗北を喫した。
続くジャパンカップはアメリカ合衆国からの招待馬ペイザバトラーが勝ち、2着に終わったタマモクロスは連勝が8でストップ。オグリキャップは3着であった。
タマモクロスは有馬記念を最後に引退することを発表し、最後の対決を前に、オグリキャップ陣営はそれまでの主戦騎手河内洋に代わって岡部幸雄に騎乗を依頼。
第33回有馬記念では先行するオグリキャップを、道中最後方を進んだタマモクロスが追い上げたが届かず、最後にオグリキャップが雪辱を果たした。

### 中山競馬場の改修
中山競馬場はこの年の第1回開催を最後にスタンド改修を行い、例年の第2回・第3回開催は東京競馬場で、第4回開催は新潟競馬場で開催した。
皐月賞は東京競馬場で開催された。また、中山大障害（春）は東京大障害として東京競馬場で施行された。過去に使用されたことがない距離4000mで施行され、第3コーナーから逆回りで1周したあとに襷コースに入り第2コーナーから順回りで直線に向かった。障害飛越数は17。有馬記念を含む通年の第5回開催より再開した。

## できごと

### 1月 - 3月
- 1月30日 - 小倉競馬場にターフビジョンが導入される[1]。
- 2月9日 - 和歌山県知事と和歌山市長が、紀三井寺競馬場の廃止を表明。その後3月31日に廃止された[1]。
- 2月11日 - 函館競馬場にターフビジョンが導入される[1]。
- 2月15日 - それまで『優駿』誌が行ってきた年度代表馬選考が、同年より日本中央競馬会主催のJRA賞となり、新たに調教師・騎手部門、馬事文化功労者部門などが加えられる[1]。
- 2月18日 - 日本中央競馬会の調教師の定年が70歳に正式決定される[1]。
- 2月24日 - 南関東地区においては初となる相互場間場外発売が実施され、船橋競馬場での開催が川崎競馬場でも発売された[1]。
- 2月27日 - 東京競馬場での2回東京1日開催が、降雪のため中止される。代替開催は2月29日に行われた[1]。
- 3月13日 - 阪神大賞典でタマモクロスとダイナカーペンターが1着同着。JRA重賞競走での1着同着は12年ぶりで、グレード制施行後では初。

### 4月 - 6月
- 4月4日 - 日本レーシングリース株式会社が設立される[2]。
- 4月16日 - デビュー2年目、19歳1カ月の武豊がJRA通算100勝達成。史上最年少・最速[注 3]。
- 4月17日 - 中山競馬場改修のため東京競馬場で開催された皐月賞でヤエノムテキが優勝。マイネルフリッセとメイブレーブの両頭が他馬の進路を妨害して失格となり、騎乗していた武豊、横山典弘はいずれも騎乗停止となった。
- 5月12日 - 前年の有馬記念で故障し、闘病中だった前年のJRA賞年度代表馬サクラスターオーに安楽死の措置が取られた。
- 6月7日 - 東京ダービーが初めてナイター競馬（トゥインクルレース）で実施される[2]。

### 7月 - 9月
- 7月5日 - 新潟競馬場の第4コーナー付近に新スタンド「アイビススタンド」完成[2]。
- 8月21日 - 函館記念で4歳馬サッカーボーイが、史上初めて芝2000m1分58秒を切る1分57秒8という当時の日本レコードで優勝[注 4]。
- 8月31日 - 栗東トレーニングセンターに競走馬調整用のプールが完成[2]。
- 9月14日 - 園田競馬場において第1回ゴールデンジョッキーカップが開催される。第1回の優勝騎手は佐々木竹見[2]。

### 10月 - 12月
- 10月9日 - 毎日王冠に出走したかつてのダービー馬シリウスシンボリがレジェンドテイオーとダイナアクトレスを蹴り、レジェンドテイオーは競走除外となった。
- 10月30日 - タマモクロスが天皇賞・秋を制し、史上初となる天皇賞春秋制覇を達成[2]。
- 11月（日付不明） - 石和場外（現ウインズ石和）で偽造馬券を換金しようとした男が山梨県警に現行犯逮捕される。
- 11月6日 - 菊花賞で19歳8カ月の武豊が騎乗するスーパークリークが優勝。史上最年少でのクラシック制覇。
- 11月20日 - 第5回マイルチャンピオンシップでサッカーボーイが一番人気に応えて4馬身差の圧勝。同競走での4歳（現在の3歳）馬の優勝は初めて。以後も2019年時点でタイキシャトル（1997年）、アグネスデジタル（2000年）、ペルシアンナイト(2017年)、ステルヴィオ(2018年)の5頭のみしかいない。
- 12月18日 - 朝日杯3歳ステークスでサクラホクトオーが優勝。前年の兄サクラチヨノオーに次ぐ兄弟での連覇となった。
- 11月23日 - 笠松競馬場において第1回全日本サラブレッドカップが開催される。第1回優勝馬はフェートノーザン[2]。
- 12月25日 - 第33回有馬記念でオグリキャップ、タマモクロスに次ぐ3位に入線したスーパークリークが他の馬の進路を妨害し失格。サッカーボーイが繰り上がって3着となる。武豊の本年のGIの失格は2度目。

### その他
- 河内洋が11月20日のマイルチャンピオンシップでJRA重賞年間13勝を挙げ、2年前に自ら記録した重賞年間12勝を更新[2]。

## 競走成績

### 中央競馬・平地GI
- 第48回桜花賞（阪神競馬場・4月10日） 優勝：アラホウトク、騎手：河内洋
- 第48回皐月賞（東京競馬場・4月17日） 優勝：ヤエノムテキ、騎手：西浦勝一
- 第97回天皇賞（春）（京都競馬場・4月29日） 優勝：タマモクロス、騎手：南井克巳
- 第38回安田記念（東京競馬場・5月15日） 優勝：ニッポーテイオー、騎手：郷原洋行
- 第49回優駿牝馬（オークス）（東京競馬場・5月22日） 優勝：コスモドリーム、騎手：熊沢重文
- 第55回東京優駿（日本ダービー）（東京競馬場・5月29日） 優勝：サクラチヨノオー、騎手：小島太
- 第29回宝塚記念（阪神競馬場・6月12日） 優勝：タマモクロス、騎手：南井克巳
- 第98回天皇賞（秋）（東京競馬場・10月30日） 優勝：タマモクロス、騎手：南井克巳
- 第49回菊花賞（京都競馬場・11月6日） 優勝：スーパークリーク、騎手：武豊
- 第13回エリザベス女王杯（京都競馬場・11月13日） 優勝：ミヤマポピー、騎手：松田幸春
- 第5回マイルチャンピオンシップ（京都競馬場・11月20日） 優勝：サッカーボーイ、騎手：河内洋
- 第8回ジャパンカップ（東京競馬場・11月27日） 優勝：ペイザバトラー、騎手：クリス・マッキャロン
- 第40回朝日杯3歳ステークス（中山競馬場・12月18日） 優勝：サクラホクトオー、騎手：小島太
- 第40回阪神3歳ステークス（阪神競馬場・12月18日） 優勝：ラッキーゲラン、騎手：村本善之
- 第33回有馬記念（中山競馬場・12月25日） 優勝：オグリキャップ、騎手：岡部幸雄

### 中央競馬・障害
- 第100回東京大障害（春）（東京競馬場・4月10日） 優勝：メジロアイガー、騎手：臼井武
- 第101回中山大障害（秋）（中山競馬場・12月24日） 優勝：ヤマニンアピール、騎手：岡冨俊一

### 地方競馬主要競走
- 第11回帝王賞（大井競馬場・4月13日）優勝：チヤンピオンスター、騎手：桑島孝春
- 第27回楠賞全日本アラブ優駿（園田競馬場・5月18日）優勝：オタルホーマー、騎手：佐々木竹見
- 第34回東京ダービー（大井競馬場・6月7日）優勝：ウインドミル、騎手：石川綱夫
- 第8回全日本アラブクイーンカップ（園田競馬場・10月12日）優勝：シルバーブリツト、騎手：保利良次
- 第1回全日本サラブレッドカップ（笠松競馬場・11月23日）優勝：フエートノーザン、騎手：安藤勝己
- 第34回全日本アラブ大賞典（大井競馬場・12月7日）優勝：ミスターヨシゼン、騎手：的場文男
- 第34回東京大賞典（大井競馬場・12月29日）優勝：イナリワン、騎手：宮浦正行

## 表彰

### JRA賞
- 年度代表馬・最優秀5歳以上牡馬・最優秀父内国産馬 タマモクロス
- 最優秀3歳牡馬 サクラホクトオー
- 最優秀3歳牝馬 アイドルマリー
- 最優秀4歳牡馬 オグリキャップ
- 最優秀4歳牝馬 アラホウトク
- 最優秀5歳以上牝馬 ダイナアクトレス
- 最優秀スプリンター サッカーボーイ
- 最優秀ダートホース 該当馬なし
- 最優秀障害馬 ヤマニンアピール
- 最優秀アラブ アキヒロホマレ

## リーディング

### リーディングジョッキー
- 最多勝利騎手 柴田政人
- 最高勝率騎手 岡部幸雄
- 最多賞金獲得騎手 南井克巳
- 最多勝利障害騎手 臼井武
- 最多勝利新人騎手 岡潤一郎

### リーディングトレーナー
- 最多勝利調教師、最多賞金獲得調教師 田中良平
- 最高勝率調教師 坪正直
- 最多賞金獲得調教師 小原伊佐美
- 優秀技術調教師 中村均

### リーディングブリーダー
- 社台ファーム

### リーディングサイアー
- ノーザンテースト

### リーディングブルードメアサイアー
- ノーザンテースト

## 誕生

### 人物
- 1月30日 - 山本聡哉騎手（水沢）
- 2月28日 - 笠野雄大騎手（船橋）
- 3月5日 - 本田正重騎手（船橋）
- 3月16日
  - 田中健騎手（JRA）
  - 町田直希騎手（川崎）
- 5月21日 - 阪野学騎手（ホッカイドウ）
- 5月30日 - 安原勝久騎手（兵庫）
- 7月18日 - 竹吉徹騎手（佐賀）
- 7月22日 - ウィリアム・ビュイック騎手（デンマーク）
- 7月28日 - 荻野琢真騎手（JRA）
- 8月14日
  - 石川駿介騎手（大井）
  - 上村勇人騎手（兵庫）
- 8月31日 - ウンベルト・リスポリ騎手（イタリア）
- 9月2日 - 郷間勇太騎手（高知）
- 9月6日 - 小林拓未騎手（大井）
- 10月5日 - 齋藤博樹騎手（ホッカイドウ）
- 10月15日
  - 瀬沢宙騎手（兵庫）
  - ニコラ・ピンナ騎手（イタリア）
- 10月30日 - 友森翔太郎騎手（名古屋）
- 11月7日 - 池崎祐介騎手（JRA）
- 11月29日 - 本橋孝太騎手（船橋）
- 12月16日 - 濱田達也騎手（船橋）
- 12月19日 - 藤岡康太騎手（JRA）
- 12月25日 - 浜中俊騎手（JRA）
- 12月31日 - 花本龍一騎手（福山）

### 競走馬
この年に生まれた競走馬は1991年のクラシック世代となる。
- 2月17日 - メイショウホムラ
- 2月24日 - イブキマイカグラ、オペラハウス
- 3月3日 - リンドシェーバー
- 3月11日 - カリスタグローリ
- 3月13日 - イソノルーブル
- 3月16日 - リンデンリリー、ケイエスミラクル
- 3月27日 - シャコーグレイド
- 3月31日 - ムッシュシェクル
- 4月3日 - シンホリスキー
- 4月5日 - スターオブコジーン
- 4月7日 - イイデセゾン、リターンエース
- 4月11日 - スカーレットブーケ
- 4月12日 - ダイナマイトダディ
- 4月13日 - ツインターボ
- 4月16日 - ナイスネイチャ、ノーザンドライバー、バレークイーン
- 4月17日 - オースミダイナー、フジヤマケンザン、ブロードマインド
- 4月18日 - ハシルショウグン
- 4月20日 - トウカイテイオー、ラシアンゴールド
- 4月23日 - ゴールデンサッシュ
- 4月25日 - レオダーバン
- 5月7日 - スズノキャスター
- 5月25日 - シスタートウショウ
- 5月27日 - ヤマニンゼファー

## 死去

### 人物
- 10月13日 - マイク・ベネツィア（アメリカの騎手、1974年に中央競馬で騎乗）
- 11月10日 - ゴードン・リチャーズ（イギリスの騎手）

### 競走馬
- 5月11日 - ハクホオショウ
- 5月12日 - サクラスターオー
- 6月5日 - ハクセツ
- 8月2日 - ロベルト
- 9月7日 - ギャラントマン
- 9月16日 - フォルリ
- 10月（日不明） - ミスマルミチ
- 11月10日 - マーチス
- 月日不明 - アサデンコウ、ササフラ、シルバーシャーク、ノーザンアンサー